# Craspedosis aruensis
Craspedosis aruensis là một loài bướm đêm trong họ Geometridae.